# Dipartimento della salute
Il dipartimento della salute (in lingua inglese Department of Health ed in lingua irlandese An Roinn Sláinte) è il dipartimento ministeriale devoluto dell'Irlanda del Nord, responsabile della salute.
La posizione è occupata da Robin Swann dall'11 gennaio 2020.

## Ministri
|                 | Ministro          | Immagine | Partito   | Inizio            | Fine              |
| --------------- | ----------------- | -------- | --------- | ----------------- | ----------------- |
|                 | Bairbre de Brún   |          | Sinn Féin | 2 dicembre 1999   | 11 febbraio 2000  |
| Governo sospeso |                   |          |           |                   |                   |
|                 | Bairbre de Brún   |          | Sinn Féin | 30 maggio 2000    | 14 ottobre 2002   |
| Governo sospeso |                   |          |           |                   |                   |
|                 | Michael McGimpsey |          | UUP       | 8 maggio 2007     | 5 maggio 2011     |
|                 | Edwin Poots       |          | DUP       | 16 maggio 2011    | 23 settembre 2014 |
|                 | Jim Wells         |          | DUP       | 23 settembre 2014 | 11 maggio 2015    |
|                 | Simon Hamilton    |          | DUP       | 11 maggio 2015    | 6 maggio 2016     |
|                 | Michelle O'Neill  |          | Sinn Féin | 25 maggio 2016    | 2 marzo 2017      |
| Governo sospeso |                   |          |           |                   |                   |
|                 | Robin Swann       |          | UUP       | 11 gennaio 2020   | in carica         |